# Pic Oriental (Creu de Colomèrs)
El Pic Oriental és una muntanya que es troba en límit dels termes municipals de la Vall de Boí (Alta Ribagorça) i Naut Aran (Vall d'Aran), dins del Parc Nacional d'Aigüestortes i Estany de Sant Maurici.

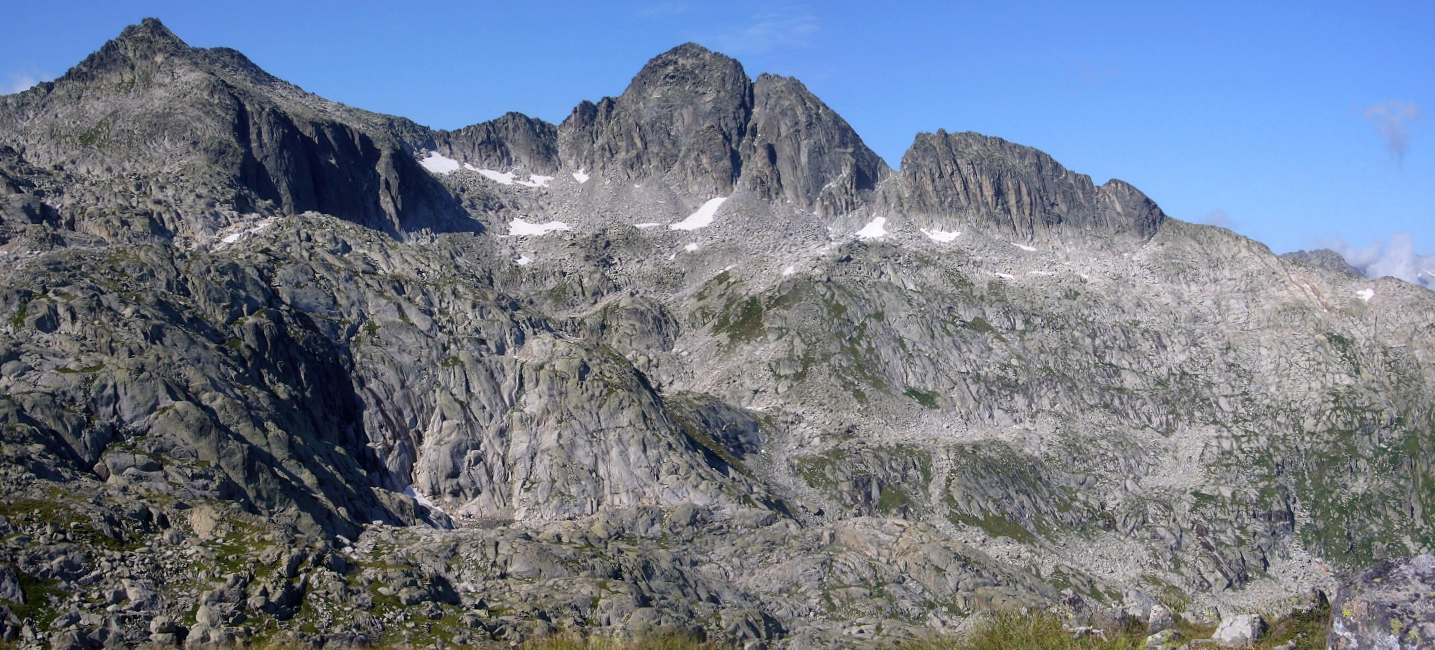
Pic Oriental, la Creu de Colomèrs i Tuqueta deth Pòrt, vistos des del Tossal dels Ossos

El pic, de 2.862 metres, s'alça a la carena que separa la Vall de Contraix (S) i el Circ de Colomèrs (N); amb la Creu de Colomèrs a l'oest i el Tuc Blanc a l'est.